# Elektronendonator
Unter einem Elektronendonator (Elektronenspender) oder Elektronendonor (von englisch donor - Geber, Spender) versteht man in der Physik und Chemie ein Teilchen (Atom, Molekül, Ion), das in der Lage ist, Elektronen abzugeben.
Bei Redoxreaktionen reagiert jeweils ein Elektronendonator und ein Elektronenakzeptor. Dabei nimmt der Akzeptor, den man in diesem Zusammenhang auch als Oxidationsmittel bezeichnet, die Elektronen des Donators, auch Reduktionsmittel genannt, im Zuge einer chemischen Reaktion auf. Durch dieses Zusammenspiel tritt mit einer Oxidation auch immer eine gleichzeitige Reduktion auf, wodurch sich die Bezeichnung als Redoxreaktion begründen lässt. Damit eine solche Redoxreaktion ablaufen kann, muss das Redoxpotential des Elektronendonators positiver sein als dasjenige des Elektronenakzeptors.
Die Gleichsetzung mit dem Begriff Lewis-Base ist überholt und sollte nicht mehr verwendet werden.